# Leonard Michalski

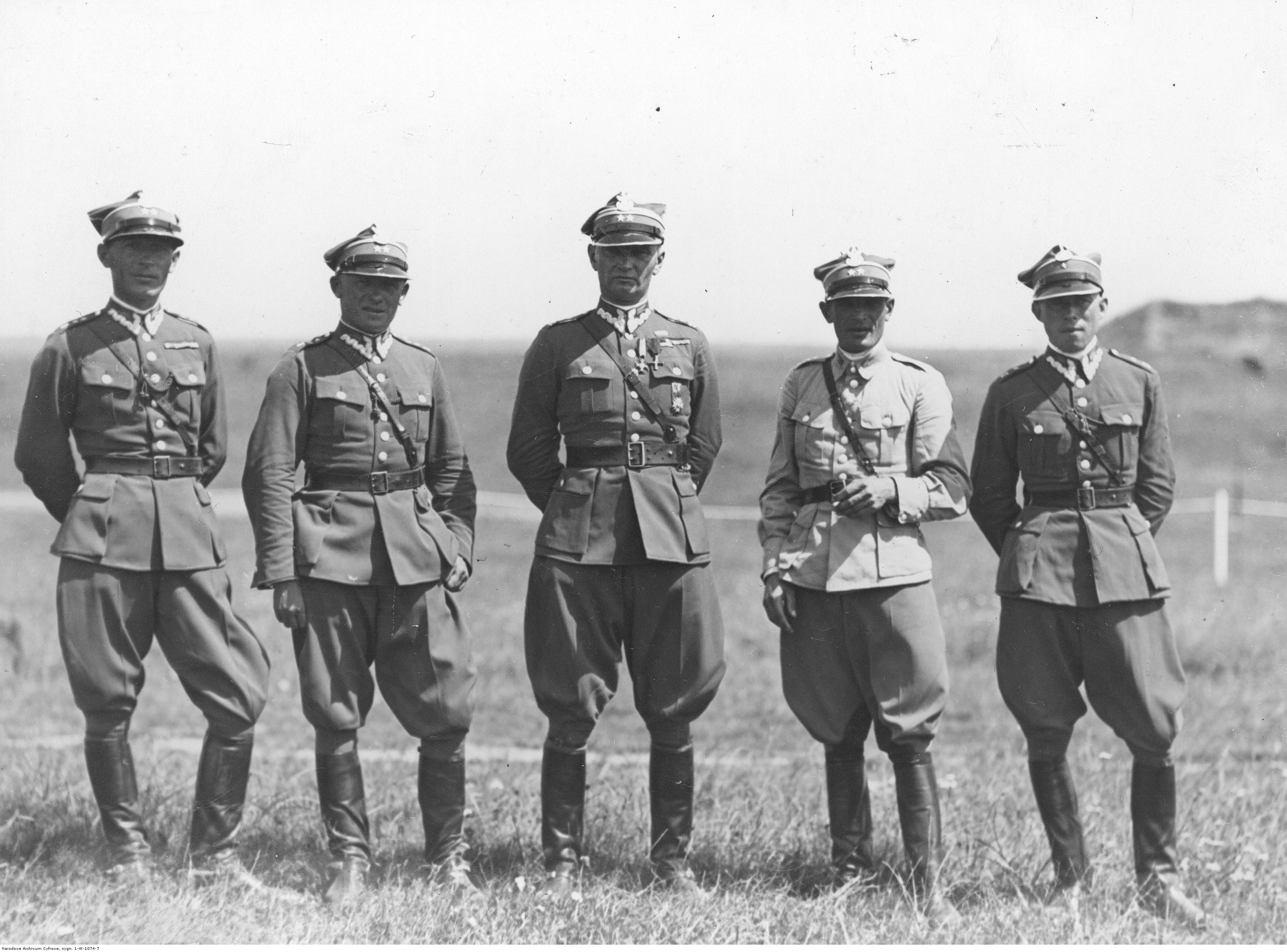
Leonard Michalski (w środku)

Leonard Jerzy Michalski, ps. Łodzia (ur. 6 listopada 1894 w Międzyrzecu, zm. 9 kwietnia 1963 w Londynie) – pułkownik kawalerii Wojska Polskiego, działacz niepodległościowy, kawaler Orderu Virtuti Militari.

## Życiorys
Urodził się 6 listopada 1894 w Międzyrzecu, w ówczesnym powiecie radzyńskim guberni siedleckiej, w rodzinie Antoniego Mieczysława (zm. 1928), ziemianina, i Sabiny z domu Delejko (zm. 1928). Był starszym bratem Wiktora i Janiny Konopackiej primo voto Pronackiej, ps. Janina (1914–1983), łączniczki Komendy Głównej Armii Krajowej, porucznika Wojskowej Służby Kobiet, odznaczonej Krzyżem Walecznych (dwukrotnie), Złotym Krzyżem Zasługi z Mieczami, Medalem Wojska (czterokrotnie) i Krzyżem Armii Krajowej.
W 1911 ukończył naukę w siedmioklasowej szkole realnej w Słonimie. W tym samym roku rozpoczął studia w Studium Rolniczym Uniwersytetu Jagiellońskiego jako student nadzwyczajny. 18 lipca 1912 zaliczył pierwszy egzamin. 16 października 1913 odstąpił od złożenia drugiego egzaminu. W lipcu 1914 wstąpił do Polskich Drużyn Strzeleckich w Krakowie.
6 sierpnia 1914 w Krakowie wstąpił do Legionów Polskich i wymaszerował w pole z 2 kompanią III baonu obywatela Śmigłego. 22 sierpnia w Kielcach przeniósł się do oddziału konnego ob. Beliny, który później rozwinął się w 1 pułk ułanów. We wrześniu 1914 został dowódcą patrolu w II plutonie szwadronu kawalerii ob. Beliny. W tym czasie został ranny pod Czarkowami. Od 7 marca 1915 służył w III plutonie 3 szwadronu. 24 sierpnia 1915 w bitwie pod Raśną został ranny po raz drugi. Od 12 lipca do 30 września 1916 w stopniu wachmistrza dowodził II plutonem 5 szwadronu. 1 listopada 1916 został mianowany chorążym kawalerii. 24 lipca 1917, po kryzysie przysięgowym, został internowany w Beniaminowie. W marcu 1918 został przyjęty do Polskiej Siły Zbrojnej i przydzielony do 2 pułku piechoty. 31 października 1918 Rada Regencyjna mianowała go podporucznikiem ze starszeństwem od 1 marca 1918. 9 listopada 1918 został przeniesiony do szwadronu ułanów w Mińsku Mazowieckim.
Od grudnia 1918 walczył w szeregach 7 pułku ułanów. Dowodził 2 szwadronem. 17 czerwca 1920 został przydzielony do 1 Brygady Jazdy na stanowisko oficera operacyjno-informacyjnego. 27 sierpnia 1920 został zatwierdzony z dniem 1 kwietnia 1920 w stopniu rotmistrza, w kawalerii, w grupie oficerów byłych Legionów Polskich. Od 20 listopada 1920 do 31 lipca 1921 pełnił obowiązki szefa sztabu 1 Brygady Jazdy (w maju 1921 przemianowanej na VI Brygadę Jazdy). Następnie został odkomenderowany na kurs w Centralnej Szkole Kawalerii w Grudziądzu. Po ukończeniu kursu pozostał w szkole na stanowisku instruktora wyszkolenia wojskowego. 3 maja 1922 został zweryfikowany w stopniu rotmistrza ze starszeństwem od 1 czerwca 1919 i 58. lokatą w korpusie oficerów jazdy (od 1924 – kawalerii). W tym czasie przysługiwał mu, obok stopnia wojskowego, tytuł „adiutant sztabowy”.
Z dniem 1 grudnia 1924 został przeniesiony do Korpusu Ochrony Pogranicza na stanowisko dowódcy 3 szwadronu kawalerii KOP. 3 maja 1926 prezydent RP nadał mu stopień majora ze starszeństwem z dnia 1 lipca 1925 i 9. lokatą w korpusie oficerów kawalerii. 15 października 1926 został przesunięty na stanowisko komendanta Szkoły Podoficerów Zawodowych Kawalerii KOP w Niewirkowie.
W grudniu 1927 został przeniesiony z KOP do 21 pułku ułanów w Równem na stanowisko zastępcy dowódcy pułku. W lipcu 1929 został przeniesiony do kadry oficerów kawalerii z równoczesnym przeniesieniem służbowym do Centrum Wyszkolenia Kawalerii w Grudziądzu na stanowisko komendanta Szkoły Podchorążych Kawalerii. 24 grudnia 1929 prezydent RP nadał mu z dniem 1 stycznia 1930 stopień podpułkownika w korpusie oficerów kawalerii i 11. lokatą. W lutym 1931 został przeniesiony do KOP na stanowisko inspektora Południowej Grupy Szwadronów KOP. W sierpniu tego roku został przeniesiony z KOP do 3 pułku strzelców konnych w Wołkowysku na stanowisko dowódcy pułku. Od września do listopada 1933 był słuchaczem VIII kursu oficerów sztabowych kawalerii w CWKaw. w Grudziądzu. 17 grudnia 1933 prezydent RP nadał mu stopień pułkownika z dniem 1 stycznia 1934 w korpusie oficerów kawalerii i 3. lokatą. W lipcu 1935 został przeniesiony do 7 pułku ułanów na stanowisko dowódcy pułku. 26 sierpnia 1939 został przeniesiony do 10 Brygady Kawalerii na stanowisko zastępcy dowódcy brygady.
Na stanowisku zastępcy dowódcy 10 BK wziął udział w kampanii wrześniowej. W listopadzie 1940, po ewakuacji do Wielkiej Brytanii, objął dowództwo 1 dywizjonu pociągów pancernych. 29 października 1941 został mianowany inspektorem pociągów pancernych przy 1 generale do zleceń Naczelnego Wodza. Od sierpnia 1943 do marca 1946 pełnił służbę na stanowisku komendanta Centrum Wyszkolenia Pancernego i Technicznego.
Zmarł 9 kwietnia 1963 w Londynie. Był żonaty, dzieci nie miał.

## Ordery i odznaczenia
- Krzyż Srebrny Orderu Wojskowego Virtuti Militari nr 5405 – 17 maja 1922[35][2][36]
- Krzyż Niepodległości – 2 sierpnia 1931 „za pracę w dziele odzyskania niepodległości”[37][38][1][39]
- Krzyż Oficerski Orderu Odrodzenia Polski – 10 listopada 1938 „za zasługi w służbie wojskowej”[40][41]
- Krzyż Walecznych czterokrotnie[23][42][43]
- Złoty Krzyż Zasługi[42][44]
- Srebrny Krzyż Zasługi[23][42][45]
- Medal Pamiątkowy za Wojnę 1918–1921[2]
- Medal Dziesięciolecia Odzyskanej Niepodległości[2]
- Odznaka za Rany i Kontuzje z dwiema gwiazdkami[2]
- Odznaka Pamiątkowa Więźniów Ideowych[46]
- łotewski Medal Pamiątkowy 1918-1928 – 6 sierpnia 1929[47][2]